# Torna a Surriento
Torna a Surriento est une chanson napolitaine dont la musique fut composée en 1902 par Ernesto de Curtis sur des paroles en napolitain de son frère, Giambattista, en l'honneur de l'homme politique Giuseppe Zanardelli et destinée à le faire revenir à Sorrente (Surriento en napolitain), lui qui était venu y passer des vacances et qui, devenu Président du Conseil, aurait pu aider à reconstruire la ville, à cette époque dans un état lamentable.

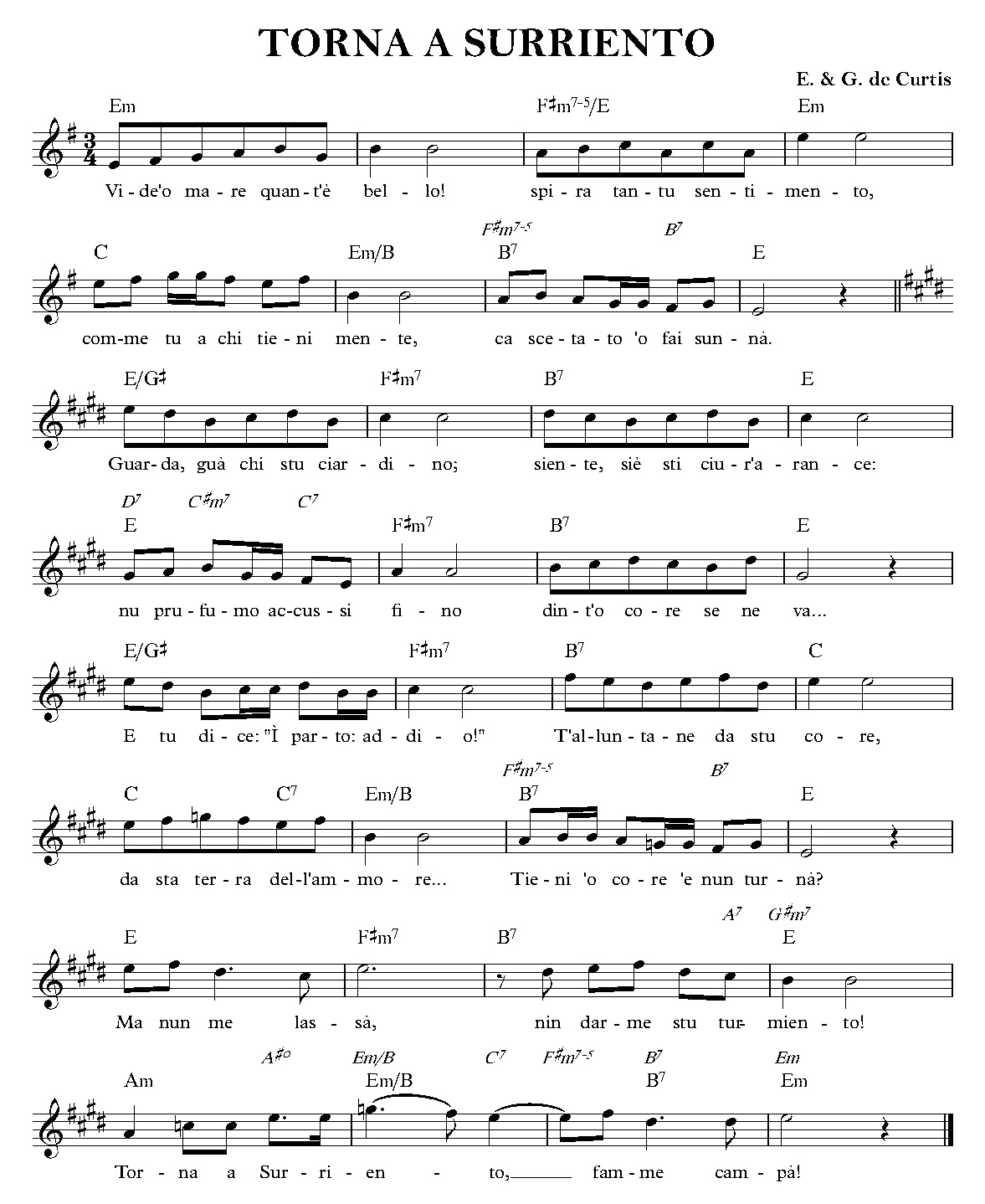
Partition.

La chanson fut déposée officiellement en 1905. À partir de ce moment, elle acquit une renommée de plus en plus grande, jusqu'à faire partie du répertoire des meilleurs ténors et des chanteurs de variétés. Ainsi, parmi les interprètes les plus notables, on peut citer, Giuseppe Di Stefano, Beniamino Gigli, Mario Lanza, Elvis Presley, José Carreras, Plácido Domingo, Luciano Pavarotti, Meat Loaf, Nino Martini, Franco Corelli, Robertino Loretti. Dean Martin et Frank Sinatra l'ont aussi interprétée, mais en modifiant les paroles, en improvisant sur scène.

## Paroles
| Paroles en napolitain Vide 'o mare quant’è bello, Ispira tantu sentimento, Comme tu a chi tiene a' mente, Ca scetato 'o faie sunnà. Guarda qua chistu ciardino; Siente, sie’ sti sciure arance: Nu profumo accussi fino Dinto 'o core se ne va… E tu dice: "I’ parto, addio!" T’alluntane da stu core… Da sta terra de l’ammore… Tiene 'o core 'e nun turnà? Ma nun me lassà, Nun darme stu turmiento! Torna a Surriento, famme campà! Vide 'o mare de Surriento, che tesoro tene nfunno: chi ha girato tutto 'o munno nun l'ha visto comm'a ccà. Guarda attuorno sti Serene, ca te guardano 'ncantate, e te vonno tantu bene... Te vulessero vasà. E tu dice: "I' parto, addio!" T'alluntane da stu core Da sta terra de l'ammore Tiene 'o core 'e nun turnà? Ma nun me lassà, Nun darme stu turmiento! Torna a Surriento, Famme campà! | Traduction italienne Vedi il mare come è bello! Ispira molto sentimento. Come te che a chi guardi Da sveglio lo fai sognare. Guarda, guarda questo giardino; Sente, senti questi fiori d'arancio. Un profumo così delicato dentro al cuore se ne va... E tu dici: "Io parto, addio!" Ti allontani da questo cuore... Dalla terra dall'amore... Hai il coraggio di non tornare? Ma non lasciarmi, Non darmi questo tormento! Torna a Sorrento, Fammi vivere! Vedi il mare di Sorrento, Che tesori ha nel fondo: Chi ha girato tutto il mondo Non l'ha visto come qua. Guarda intorno queste Sirene, Che ti guardano incantate E ti vogliono tanto bene... Ti vorrebbero baciare. E tu dici: "Io parto, addio!" Ti allontani da questo cuore... Dalla terra dall'amore... Hai il coraggio di non tornare? Ma non lasciarmi, Non darmi questo tormento! Torna a Sorrento, Fammi vivere! | Traduction française Regarde comme la mer est belle! Elle inspire de nombreux sentiments. Comme toi qui penses à qui tu regardes Tu le fais rêver éveillé. Regarde, regarde ce jardin; il parfume, sens ces fleurs d'oranger. Un parfum si délicat s'en va vers le cœur... Et toi tu dis: "Moi je pars, adieu!" Tu t'éloignes de ce cœur... De cette terre de l'amour... As-tu le courage de ne pas revenir? Ne me quitte pas, Ne me fais pas cette peine! Reviens à Sorrente, Fais-moi vivre! Regarde la mer de Sorrente, Les trésors que son fond recèle: Ceux qui ont visité le monde entier N'en ont pas vu comme ici. Regarde autour, ces sirènes, Qui te regardent enchantées Et t'aiment si fort... Elles voudraient t'embrasser. Et toi tu dis: "Moi je pars, adieu!" Tu t'éloignes de ce cœur... De cette terre de l'amour... As-tu le courage de ne pas revenir? Ne me quitte pas, Ne me fais pas cette peine! Reviens à Sorrente, Fais-moi vivre! |